# Улитин, Иван Ильич
Ива́н Ильи́ч Ули́тин (11 [24] июня 1900, Панфилово, Владимирская губерния — 10 мая 1965, Москва) — советский военачальник, генерал-майор (04.02.1943).

## Биография
Родился 11 (24) июня 1900 года в селе Панфилово, ныне в Ковардицком сельском поселении Муромского района Владимирской области, Россия. Русский.

### Военная служба

#### Гражданская война
В октябре 1918 года был призван в РККА Муромским уездным военкоматом и зачислен красноармейцем в Навашинский рабочий территориальный полк. С мая 1919 года проходил службу в 5-м запасном полку в городе Владимире. В июне того же года в составе отряда особого назначения принимал участие в подавлении Юрьев-Польского восстания. Затем с маршевой ротой убыл в Москву в 61-й стрелковый батальон войск ВЧК. Однако вскоре заболел и находился в отпуске, по его окончании направлен в лыжный батальон 2-го запасного полка в Кострому. Будучи в этом полку, заболел воспалением лёгких и после выздоровления зачислен курсантом полковой школы 8-го запасного полка. Весной 1920 года со взводом курсантов сопровождал на фронт маршевый батальон. По пути конвой был задержан в 153-м стрелковом полку. В его составе в период с 22 апреля по 2 июня принимал участие в боях, затем был возвращен в 8-й запасной стрелковый полк. По его расформировании переведён сначала во Владимирский территориальный полк, затем в 46-й стрелковый полк. В апреле 1921 года поступил на 14-е пехотные курсы, которые затем были переименованы в 27-ю Иваново-Вознесенскую пехотную школу комсостава. Курсантом и помощником командира взвода этой школы принимал участие в ликвидации бандитизма в Ярославской губернии.

#### Межвоенные годы
26 сентября 1923 года окончил с отличием эту школу и был назначен командиром взвода в 1-й полк связи в Москве. С марта 1924 года вновь был переведён в 27-ю Иваново-Вознесенскую пехотную школу комсостава им. М. В. Фрунзе, где проходил службу командиром взвода и курсовым командиром. С мая 1929 года командовал ротой, затем был начальником штаба батальона в 250-м стрелковом полку 84-й стрелковой дивизии МВО в городе Белёв. В январе 1934 года переведён в 252-й стрелковый полк этой же дивизии в городе Ефремове, где занимал должности помощника начальника штаба и врид начальника штаба полка.
В период сталинских репрессий был арестован и находился под следствием; с июня 1938 по март 1939 года капитан Улитин находился в заключении. По суду был оправдан, из-под стражи освобождён и назначен командиром роты тяжёлого оружия 252-го стрелкового полка. Через месяц вступил в командование ротой в 251-м стрелковом полку этой же дивизии. В том же году был назначен начальником штаба 41-го стрелкового полка МВО. В этой должности принимал участие в походе Красной армии в Западную Белоруссию. Осенью 1939 года полк был переформирован в 41-й мотострелковый. В составе этого полка 84-й стрелковой дивизии 7-й армии в прежней должности принимал участие в Советско-финской войне на выборгском направлении. За боевые отличия Указом Президиума Верховного Совета СССР от 21 марта 1940 года был награждён орденом Красного Знамени. По окончании боевых действий летом 1940 года дивизия была переформирована в 84-ю моторизованную и введена на территорию вновь сформированного ПрибОВО, где вошла в состав 3-го механизированного корпуса.

#### Великая Отечественная война
С началом войны 41-й мотострелковый полк под командованием майора И. И. Улитина в составе дивизии участвовал в приграничном сражении на Северо-Западном фронте. В ходе контрудара, проводимого силами войск фронта 23-25 июня в районе Шауляя, соединения и части корпуса, в том числе и 84-я моторизованная дивизия, понесли серьезные потери, была разбита практически вся материальная часть. В дальнейшем её остатки в условиях окружения отходили с боями через Литву и Белоруссию. В июле 1941 года дивизия была преобразована в стрелковую, а полк — в 41-й стрелковый. После тяжелых и кровопролитных боев на реке Неман дивизия понесла значительные потери и была отведена на переформирование в город Валдай. Приказом по войскам Северо-Западного фронта от 5 сентября 1941 года майор Улитин был назначен командиром 41-го стрелкового полка. Указом Президиума Верховного Совета от 25 июля 1941 года он был награжден вторым орденом Красного Знамени. С сентября 1941 года полк в составе этой дивизии 11-й и 34-й армий Северо-Западного фронта вёл бои по обороне Валдая.
В декабре 1941 года подполковник Улитин был направлен в Сибирский военный округ на формирование 232-й стрелковой дивизии (вступил в командование дивизией с 3 января 1942 года), формировавшейся в Бийске. С апреля 1942 года дивизия входила в состав 3-й, затем 6-й армий резерва Ставки ВГК. С июля её части в составе 60-й армии Воронежского фронта принимали участие в Воронежско-Ворошиловградской оборонительной операции, вели тяжёлые бои под Воронежем, в районе населенных пунктов Губарево, Хвощеватка. С января 1943 года дивизия под командованием полковника Улитина успешно действовала в Воронежско-Касторненской наступательной операции. С февраля 1943 года дивизия в составе 38-й армии этого же фронта участвовала в Харьковских наступательной и оборонительной операциях. С августа того же года её части успешно действовали в Курской битве, Белгородско-Харьковской наступательной операции, затем в битве за Днепр, освобождении городов Дзержинский, Жовтневый, Сумы, Лебедин. Указом Президиума Верховного Совета СССР от 27 августа 1943 года командир дивизии генерал-майор Улитин был награждён орденом Суворова 2-й степени. В ноябре дивизия в составе той же 38-й армии 1-го Украинского фронта участвовала в Киевской наступательной операции, в ходе которой освободила поселки Пуща Водица, Святошино, Хотив, города Киев и Фастов. Приказом ВГК от 6 ноября 1943 года ей было присвоено наименование "Сумско-Киевская ".
С 28 ноября 1943 по 18 февраля 1944 года находился в госпитале по ранению, затем был зачислен в распоряжение ГУК (находился в резерве Ставки ВГК при Высшей военной академии им. К. Е. Ворошилова). С 5 мая 1944 года зачислен слушателем академии. По её окончании с марта 1945 года состоял в распоряжении ГУК.
За время войны комдив Улитин был дважды упомянут в благодарственных в приказах Верховного Главнокомандующего.

#### Послевоенное время
В августе 1945 года назначен командиром 71-й гвардейской стрелковой Витебской ордена Ленина Краснознаменной дивизии ПрибВО. В июле 1946 года назначен заместителем командира 2-го гвардейского стрелкового корпуса того же округа, с мая 1947 года там же командовал 5-й гвардейской стрелковой Городокской ордена Ленина Краснознаменной ордена Суворова дивизией. С февраля 1956 года исполнял должность первого заместителя начальника Управления боевой подготовки ПрибВО. 17 июня 1957 года уволен в запас в звании генерал-майора.
Умер 10 мая 1965 года, похоронен на Ваганьковском кладбище в Москве.

## Награды
- орден Ленина (21.02.1945)[4][5]
- четыре ордена Красного Знамени (21.03.1940[6], 25.07.1941[7], 03.11.1944[8][5], 20.06.1949[5])
- орден Суворова II степени (27.08.1943)[9]

медали в том числе:
- - «XX лет Рабоче-Крестьянской Красной Армии» (1938)
  - «За победу над Германией в Великой Отечественной войне 1941—1945 гг.» (1945)

- Приказы (благодарности) Верховного Главнокомандующего в которых отмечен И. И. Улитин[2].
  - За овладение с боем важным областным центром Украины — городом Сумы. 2 сентября 1943 года № 8.
  - За овладение столицей Советской Украины городом Киев — крупнейшим промышленным центром и важнейшим стратегическим узлом обороны немцев на правом берегу Днепра. 6 ноября 1943 года № 37.

## Память
- В Муромском историко-художественном музее экспонируются фотографии с изображением И. И. Улитина в разные годы его жизни[10]